# Kirivong Sok Sen Chey FC
Kirivong Sok Sen Chey, là một câu lạc bộ bóng đá (bóng đá) có trụ sở tỉnh Takeo, Campuchia. Sau khi rút khỏi Liên đoàn Campuchia 2016, Đội chơi ở Giải hạng hai Campuchia 2016, giải hạng hai của bóng đá Campuchia.

## Cầu thủ hiện tại
| Số áo |          | Vị trí | Cầu thủ              |
| ----- | -------- | ------ | -------------------- |
| 1     | Cambodia | GK     | Oeun Sam At          |
| 3     | Cambodia | DF     | Chu Hav              |
| 4     | Japan    | MF     | Takahito Ota         |
| 5     | Cambodia | DF     | Nan Promden          |
| 6     | Japan    | MF     | Reiya Kinoshita      |
| 7     | Brazil   | MF     | Marcio Santos        |
| 8     | Cambodia | MF     | Such Rotha           |
| 0     | Cambodia | FW     | In Savdy             |
| 9     | Cambodia | FW     | Nub Chanboraraksmey  |
| 10    | Mali     | FW     | Souleymane Coulibaly |

| Số áo |          | Vị trí | Cầu thủ             |
| ----- | -------- | ------ | ------------------- |
| 12    | Cambodia | MF     | Ouch Tony           |
| 13    | Cambodia | DF     | Chan Udom           |
| 18    | Cambodia | MF     | Savoan Ratanakraksa |
| 22    | Vietnam  | GK     | Nguyên Quốc Thắng   |
| 23    | Cambodia | DF     | Chan Udom           |
| 25    | Cambodia | DF     | Hem Sreng           |
| 26    | Cambodia | MF     | Em Phanna           |
| 29    | Cambodia | MF     | Ean Punler          |
| 31    | Cambodia | DF     | Lim Nakry           |
| 32    | Cambodia | GK     | Kong Thnu           |
| 33    | Cambodia | DF     | Som Dara            |
| 34    | Cambodia | DF     | Lim Samedy          |

### Cầu thủ có nhiều quốc tịch
- liên_kết=|viềnliên_kết=|viền Lâm Huệ Dũng
- liên_kết=|viềnliên_kết=|viền Nguyên Quốc Thắng

## Lịch sử
Kể từ khi thành lập giải bóng đá quốc gia, Kirivong Sok Sen Chey đã tham gia vào mỗi mùa giải của nó.

## Thống kê đội hình
| Tên | VĐQG | VĐQG                 | Hun Sen Cup | Hun Sen Cup | Tổng cộng | Tổng cộng | Total | Total |
| Tên | Trận | Bàn thắng            | Trận        | Bàn thắng   | Trận      | Bàn thắng | Apps  | Goals |
| --- | ---- | -------------------- | ----------- | ----------- | --------- | --------- | ----- | ----- |
| 1   | GK   | Oeun Sam At          | 6           | 0           | 0         | 0         | 6     | 0     |
| 4   | MF   | Takahito Ota         | 8           | 1           | 0         | 0         | 8     | 1     |
| 6   | MF   | Reiya Kinoshita      | 8           | 3           | 0         | 0         | 8     | 3     |
| 7   | MF   | Marcio Santos        | 8           | 1           | 0         | 0         | 8     | 1     |
| 8   | MF   | Such Rotha           | 7(1)        | 0           | 0         | 0         | 7(1)  | 0     |
| 9   | FW   | Nub Chanboraraksmey  | 2(1)        | 0           | 0         | 0         | 2(1)  | 0     |
| 10  | FW   | Souleymane Coulibaly | 8           | 4           | 0         | 0         | 8     | 4     |
| 12  | MF   | Ouch Tony            | 0           | 0           | 0         | 0         | 0     | 0     |
| 14  | DF   | Chhoeung Sophany     | 4(1)        | 0           | 0         | 0         | 4(1)  | 0     |
| 17  | DF   | Ngor Borey           | 7           | 0           | 0         | 0         | 7     | 0     |
| 18  | MF   | Savoan Ratanakraksa  | 0           | 0           | 0         | 0         | 0     | 0     |
| 19  | DF   | Lim Samedy (C)       | 8           | 0           | 0         | 0         | 8     | 0     |
| 20  | MF   | Som Dara             | 7           | 1           | 0         | 0         | 7     | 1     |
| 23  | DF   | Chan Udom            | 5           | 0           | 0         | 0         | 5     | 0     |
| 25  | DF   | Hem Sreng            | 0           | 0           | 0         | 0         | 0     | 0     |
| 26  | MF   | Em Phanna            | 0           | 0           | 0         | 0         | 0     | 0     |
| 27  | MF   | Dara                 | 1           | 0           | 0         | 0         | 1     | 0     |
| 29  | MF   | Ean Punler           | 5           | 0           | 0         | 0         | 5     | 0     |
| 30  | DF   | Chu Hav              | 7           | 0           | 0         | 0         | 7     | 0     |
| 31  | DF   | Dav Nim              | 4(1)        | 3           | 0         | 0         | 4(1)  | 3     |
| 32  | MF   | Yuto Sasaki          | 2(1)        | 1           | 0         | 0         | 2(1)  | 1     |
| 33  | GK   | Kong Thnu            | 3           | 0           | 0         | 0         | 3     | 0     |